# Wietse Bosmans
Wietse Bosmans (Brasschaat, província d'Anvers, 30 de desembre de 1991) és un ciclista belga, professional des del 2010. Actualment corre a l'equip ERA-Circus. Combina la carretera amb el ciclocròs.

## Palmarès en ciclocròs
- 2011-2012
  -  Campió de Bèlgica en ciclocròs júnior
- 2012-2013
  - 1r a la Copa del món de ciclocròs sub-23
  - 1r al Trofeu Bpost Bank sub-23
- 2017-2018
  - 1r al Ciclocròs d'Igorre